# 아시안 핸디캡
아시안 핸디캡(Asian handicap) 베팅은 팀의 형태에 따라 핸디캡을 적용하여 더 강한 팀이 더 많은 골을 넣어 승리해야 승리하는 축구 베팅의 한 형태이다. 이 시스템은 인도네시아에서 시작되었으며 21세기 초에 인기를 얻었다. 스프레드 베팅의 한 형태이다. 핸디캡은 일반적으로 1쿼터 골부터 여러 골까지 다양하며 하프 골 또는 심지어 쿼터 골까지 증가한다.
가장 중요한 점은 아시아 핸디캡 베팅에서는 무승부 결과를 제거하여 가능한 결과 수를 3개(기존 1X2 베팅에서)에서 2개로 줄인다는 것이다. 이러한 단순화는 각각 거의 50%의 성공 확률을 갖는 두 가지 베팅 옵션을 제공한다.
아시안 핸디캡은 북메이커에게 좋기도 하고 나쁘기도 하다. 한편으로는 패리티로 거래를 촉진하거나 경기의 각 측면에서 베팅 금액의 균형을 조정하여 북메이커가 위험을 최소화하는 데 도움이 된다. 이를 통해 북메이커는 주요 경기에서 더 큰 위치를 차지할 수 있다. 반면, 아시아 핸디캡 시장은 일반적으로 1X2와 같은 보다 활발한 베팅 옵션만큼 총 승리에 크게 기여하지 않는 저마진 상품이다.
언론인 조 소마레즈 스미스(Joe Saumarez Smith)가 소유한 간행물인 벳아시아(BetAsia)에 따르면 "아시안 핸디캡"이라는 용어는 언론인 조 소마레즈 스미스가 1998년 11월 인도네시아 북메이커인 조 판(Joe Phan)으로부터 베팅 방법 번역을 요청받은 후 만들어낸 용어이다. 아시아의 북메이커들은 이를 '행쳉 베팅'(hang cheng betting)이라고 불렀다.